# Goldinni, Manvi
Goldinni là một làng thuộc tehsil Manvi, huyện Raichur, bang Karnataka, Ấn Độ.